# MatWay
Matvey Slavin (russisk: Матвей Александрович Славин) også kendt under kunstnernavnet MatWay (født 19. april 1987 i Leningrad, det nuværende Sankt Petersborg, Rusland) er en tysk-dansk billedkunstner, der bor og arbejder med neograttage i København. Han er del af kunstnerduoen Enfants Terribles, medstifter af Popdada og kunstmix , har deltaget i symposier og udstillinger med Norddeutsche Realisten og er medlem af Corner.

## Uddannelse
Han gik i 2006-2011 på Hochschule für Angewandte Wissenschaften Hamburg (de) i klasse hos Marc Lüders, prof. Klaus Waschk (de) og Erhard Göttlicher (de), i 2011-2015 på Hochschule für bildende Künste Hamburg hos prof. Werner Büttner og prof. Markus Vater og i 2013 på Akademie der bildenden Künste Wien hos prof. Daniel Richter.

## Det kunstneriske værk
Siden 2013 har MatWay fornyet grattage-teknikken med sine neograttager-værker, også såkaldte graveringsmalerier (eng. Engraved Paintings), som reflekterer hans internationale baggrund. Disse minimalistiske værker indeholder detaljer, der refererer til flere kulturer og bliver synlige ved nærmere undersøgelse. I hans kunstneriske proces fokuseres der på at fjerne den våde maling med paletknive af varierende slags fra lærredet, hvilket skaber dybde og tekstur. Værkerne reflekterer over nutidige globale udfordringer og udforsker emner som kunstnerens indflydelse, taktik og strategi. Hans teknik fremhæver en dynamisk balance mellem tilstedeværelse og fravær af farve og form, og afspejler sammensmeltningen af individuelle og kollektive erfaringer, integrerende elementer fra medier, dagligdagen og kunsthistorien. 

## Udstillinger
Har blandt andet deltaget i aktioner og udstillinger på: Außenplateau der Hamburger Kunsthalle (2012), Altonaer Museum (2012) , Museet på Koldinghus (2014), SAK Kunstbygning (2020)  , JANUS–Vestjyllands Kunstmuseum (2021) , Kunsthal Vejle (2021) , Kunsthal Aarhus (2022), i udstillingen Ung Dansk Samtidskunst (2022) i Kunstbygningen i Vrå  , Gammelgaard Kunst & Kulturmuseum (2023) som gæst af Corner og Morsø Kunstforening af 1961 (2023) som medlem af Corner. 

### Soloudstillinger
- 2024: MatWay, Galerie Provence, Vadum, Danmark
- 2022: MatWay - Neo-Grattage, kunstmix, København, Danmark
- 2021: SKAKMAT, Blaa Galleri, København, Danmark; Tugend und Sünde, Katholische Akademie, Schwerte, Danmark
- 2020: Tugend und Sünde, Bank für Kirche und Caritas, Paderborn, Tyskland
- 2019: Copenhagen Open Air, galleri kunstmix, København, Danmark
- 2018: Image Hunter, galleri kunstmix, København, Danmark; Image Hunter, Katholische Akademie, Schwerte, Tyskland
- 2017: Fiction Factory, galleri kunstmix, København, Danmark
- 2016: Geflasht von Trash, Galerie OST-ART im Kulturring, Berlin, Tyskland
- 2011: Hamburger Landschaften, Galerie Kunst-nah, Hamburg, Tyskland
- 2008: Die Elbe von der Speicherstadt bis Blankenese - KulturForum Altona, Hamburg, Tyskland[3]

### Duo-udstillinger (udvalg)
- 2020: Greifbar, BLAA Galleri, København, Danmark (med Meik Brüsch)
- 2019: Open Up, Galerie subjectobject, Berlin, Tyskland (med Peter Lindeberg)
- 2018: ET - Yellow Popdada, galleri kunstmix, København, Danmark; ET - Red Popdada, galleri kunstmix, København, Danmark (Enfants Terribles - Nana Bastrup & Matvey Slavin)
- 2017: ET - Von nix kommt nix, galleri kunstmix, København, Danmark; ET - Popdadaistische Blabla- & Laufbilder, Galerie 149, Bremerhaven, Tyskland; ET - Berliner Kuriositaeten, Studio Bildende Kunst im Kulturring, Berlin, Tyskland; ET - Popdada-Dadapop, galleri kunstmix, København, Danmark (Enfants Terribles - Nana Bastrup & Matvey Slavin)
- 2016: ET - Popdada, Galerie subject-object, Berlin, Tyskland; ET - Laufbilder - Cuxhavener Kuriositäten, Künstlerhaus im Schloßgarten, Cuxhaven, Danmark; ET - Wir sind soweit, Kuenstlerhaus im Schloßgarten, Cuxhaven, Tyskland; ET - Enfants Terribles, Huset, Asnæs, Danmark (Enfants Terribles - Nana Bastrup & Matvey Slavin)
- 2015: ET - Kribbel-Krabbel, Künstlerhaus, Meinersen, Tyskland (Enfants Terribles - Nana Bastrup & Matvey Slavin)
- 2014: ET - Laufbilder, Ubik Space, Wien, Østrig; ET - Laufbilder & Videoskulpturen, Galerie Hengevoss-Dürkop, Hamburg, Tyskland; ET - Kinder der Louise B., Kunstverein Barsinghausen, Tyskland (Enfants Terribles - Nana Bastrup & Matvey Slavin)
- 2013: ET - Viking Revival, Galleri Labr, Roskilde, Danmark; ET - Inszenierte Träume I + II, Galerie Kurt im Hirsch, Berlin, Tyskland (Enfants Terribles - Nana Bastrup & Matvey Slavin)
- 2012: ET - Vernetzt, Bräuning Contemporary, Hamburg, Tyskland; Mensch und Ware, Altonaer Museum, Hamburg, Tyskland (Enfants Terribles - Nana Bastrup & Matvey Slavin)[3]

### Gruppeudstillinger (udvalg)
- 2023: Galerie Provence, Vadum, Danmark; Waou 23, Galleri NB, Viborg, Danmark; Summer Group Show, Galleri KBH kunst, København; Handgaard, Heiberg og MatWay, Galleri 2132 - Roslev, Danmark; Corner Udstilling, Gammelgaard, Herlev, Danmark; Camouflage, subjectobject, Berlin, Tyskland
- 2022: UDS 22 - Ung Dansk Samtidstkunst, Kunstbygningen, Vrå, Danmark; KP 22 - Kunstnernes Påskeudstilling, Kunsthal Aarhus, Danmark; Pleinair Ausstellung 7 Malen Dölln, Galerie im Neuen Rathaus, Templin, Tyskland
- 2021: REMIX #7, kunstmix Pop-Up, Galleri Fjellvang, København, Danmark; Galleri47s Juleudstilling, Galleri47, Næstved, Danmark; The Krunchist Movement III, Blaa Galleri, København, Danmark; The Beginning, Galleri 47, Næstved, Danmark; Krunchist Movement II, Blaa Galleri, København, Danmark; 7 malen Uckermark Pleinairmalerei in Gross Dölln, Galerie Hennwack, Berlin, Tyskland; The Krunchist Movement, Blaa Galleri, København, Danmark; Between Waves, Blaa Galleri, København, Danmark; 7 malen in Dölln. Ergebnisse eines Kuenstlertreffens, Kunstverein, Schwedt, Tyskland; Efter-Billeder, JANUS - Vestjyllands Kunstmuseum, Tistrup, Danmark; 20 x Testimony, Kunsthal, Vejle, Danmark
- 2020: Ohne Einschränkung: Kunst, Galerie subjectobject, Berlin, Tyskland; Lebenszeichen, Katholische Akademie, Schwerte, Tyskland; Art of Giving, SIRIN Copenhagen Gallery, København, Danmark; Efter-billeder, SAK i sammenarbejde med Vestjyllands Kunstmuseum, Svendborg, Danmark; Corona Confinement Blues, Blaa Galleri, København, Danmark; By og Land, Galleri 2132, Roslev, Danmark
- 2019: Remix #6, galleri kunstmix, København, Danmark; Kunst im August, Galerie subject object, Berlin, Tyskland; Plein Air, Glyngoere Kulturstation-Museum, Salling, Danmark; Remix #5, galleri kunstmix, København, Danmark

## Arbejdslegater
2014-2015 kunstnerhuset Meinersen af Stiftelsen Bösenberg (1 år), 2016 kunstnerhuset i Cuxhaven (6 måneder)  og 2018 Katholische Akademie Schwerte (3 måneder) .

## Udgivelser
2012: Enfants Terribles Tekst: Till Bräuning. Forlag: Bräuning Contemporary, Hamburg, Tyskland ISBN 978-3-00-039981-7.
2014: Enfants Terribles - Kinder der Louise B. Tekst: Friedrich Holtiegel, Joachim Voß. Forlag: Kunstverein Barsinghausen, Tyskland ISBN 978-3-945527-00-9.
2015: Zeitbilder – Matvey Slavin. Irmgard Bösenberg, Tekst: Belinda Grace Gardner. Meinersen, Tyskland ISBN 978-3-00-050176-0.
2015: Matvey Slavin – Katalog Hamburger Landschaften. Tekst: Matvey Slavin. Forlag: Akademiker Verlag, Tyskland ISBN 978-3-639-86498-4.
2015: Footwork Tekst: Kerstin Hengevoss-Dürkop, John Czaplicka, Matthias Schatz. Forlag: Galerie Hengevoss-Dürkop, Hamburg, Tyskland ISBN 978-3-00-049805-3.
2017: Aus der Natur - Nana ET Matvey + Maike Gräf Tekst: Friedrich Holtiegel.
Forlag: Kunstverein Barsinghausen, Tyskland ISBN 978-3-945527-08-5.
2018: Matvey Slavin: Image Hunter. Forord: Peter Klasvogt Tekst: Stefanie Lieb, Katholische Akademie Schwerte, Tyskland ISBN 978-3-927382-76-3.
2019: Copenhagen Open Air: Matvey Slavin. Tekst: Tom Jørgensen. Forlag kunstmix. København ISBN 978-87-93898-00-4.
2020: 101 kunstnere 2020/2021 Tekst: Nana Bastrup. S. 180-181 Forlag: Frydenlund. Frederiksberg, Danmark ISBN 978-87-7216-255-3.
2021: Matvey Slavin: Skakmat Tekst: Harald Holst. Forlag: Blaa Press, København, Danmark ISBN 978-87-973618-0-1.
2022: REMIX #7 - Matvey Slavin, Nana RH Bastrup og Per Holland Bastrup Tekster: Inge Skjødt, Harald Holst, Jegor Fetisov. Forlag: kunstmix København, Danmark ISBN 978-87-93898-03-5.